# Кашина Парадизо (Комо)
Кашина Парадизо је насеље у Италији у округу Комо, региону Ломбардија.
Према процени из 2011. у насељу је живело 17 становника. Насеље се налази на надморској висини од 434 м.